# Creysse (Lot)
Pour les articles homonymes, voir Creysse.
Creysse est une commune française, située dans le nord du département du Lot en région Occitanie.
Elle est également dans le causse de Martel, une région naturelle constituant le plus septentrional des quatre causses du Quercy, entre Limousin, vallées de la Tourmente et de la Dordogne.
Exposée à un climat océanique altéré, elle est drainée par la Dordogne et par divers autres petits cours d'eau. Incluse dans le bassin de la Dordogne, la commune possède un patrimoine naturel remarquable : un site Natura 2000 (la « vallée de la Dordogne quercynoise »), un espace protégé (le « cours lotois de la Dordogne ») et cinq zones naturelles d'intérêt écologique, faunistique et floristique.
Creysse est une commune rurale qui compte 311 habitants en 2022, après avoir connu un pic de population de 1 410 habitants en 1836.  Ses habitants sont appelés les Creyssois ou  Creyssoises.

## Géographie
Commune située dans le Quercy, au pied du causse de Martel, dans le nord du département, sur la rive droite de la rivière Dordogne.

### Communes limitrophes
Les communes limitrophes sont Martel, Baladou, Meyronne, Montvalent, Saint-Sozy et Mayrac.
| Baladou    | Martel   |            |
| Mayrac     | Creysse  | Montvalent |
| Saint-Sozy | Meyronne |            |

### Climat
Pour des articles plus généraux, voir Climat de l'Occitanie et Climat du Lot.
En 2010, le climat de la commune est de type climat du Bassin du Sud-Ouest, selon une étude s'appuyant sur une série de données couvrant la période 1971-2000. En 2020, Météo-France publie une typologie des climats de la France métropolitaine dans laquelle la commune est exposée à un climat océanique altéré et est dans la région climatique Ouest et nord-ouest du Massif Central, caractérisée par une pluviométrie annuelle de 900 à 1 500 mm, maximale en automne et en hiver.
Pour la période 1971-2000, la température annuelle moyenne est de 12,8 °C, avec une amplitude thermique annuelle de 15,4 °C. Le cumul annuel moyen de précipitations est de 881 mm, avec 10,9 jours de précipitations en janvier et 6,3 jours en juillet. Pour la période 1991-2020, la température moyenne annuelle observée sur la station météorologique la plus proche, située sur la commune de Nespouls à 20 km à vol d'oiseau, est de 12,6 °C et le cumul annuel moyen de précipitations est de 836,4 mm,. Pour l'avenir, les paramètres climatiques de la commune estimés pour 2050 selon différents scénarios d’émission de gaz à effet de serre sont consultables sur un site dédié publié par Météo-France en novembre 2022.

### Milieux naturels et biodiversité

#### Espaces protégés
La protection réglementaire est le mode d’intervention le plus fort pour préserver des espaces naturels remarquables et leur biodiversité associée,.
La commune fait partie du bassin de la Dordogne, un territoire  reconnu réserve de biosphère par l'UNESCO en juillet 2012,.
Un  autre espace protégé est présent sur la commune : 
le « cours lotois de la Dordogne », objet d'un arrêté de protection de biotope, d'une superficie de 569,6 ha.

#### Réseau Natura 2000

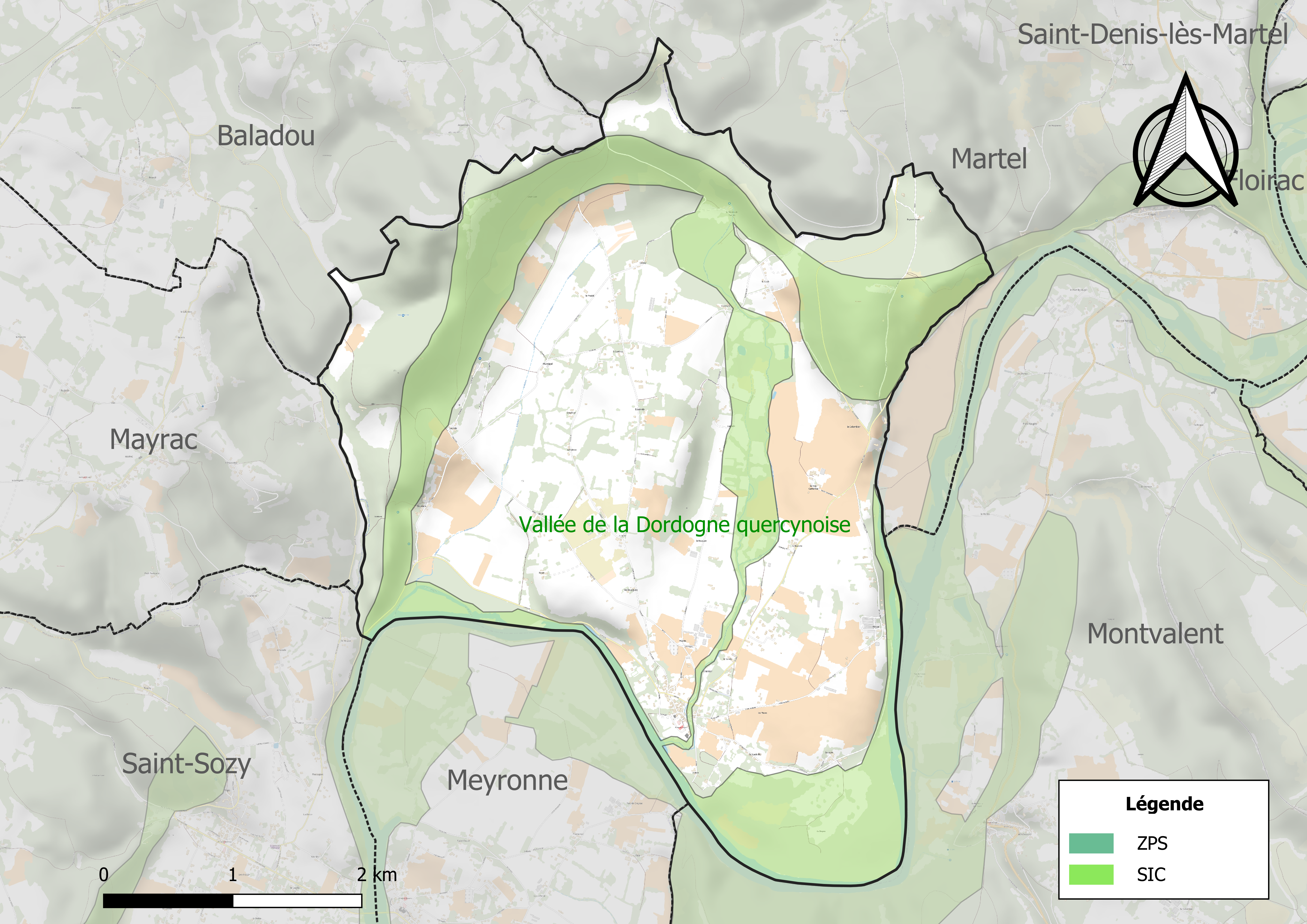
Site Natura 2000 sur le territoire communal.

Le réseau Natura 2000 est un réseau écologique européen de sites naturels d'intérêt écologique élaboré à partir des directives habitats et oiseaux, constitué de zones spéciales de conservation (ZSC) et de zones de protection spéciale (ZPS). 
Un site Natura 2000 a été défini sur la commune au titre de la directive habitats : la « vallée de la Dordogne quercynoise », d'une superficie de 5 567 ha, qui présente des milieux aquatiques d'intérêt majeur et de un important éventail des milieux alluviaux qui abritent, outre un nombre significatif d'espèces de l'annexe II, de nombreuses espèces localisées à rares aux niveaux régional ou national.

#### Zones naturelles d'intérêt écologique, faunistique et floristique
L’inventaire des zones naturelles d'intérêt écologique, faunistique et floristique (ZNIEFF) a pour objectif de réaliser une couverture des zones les plus intéressantes sur le plan écologique, essentiellement dans la perspective d’améliorer la connaissance du patrimoine naturel national et de fournir aux différents décideurs un outil d’aide à la prise en compte de l’environnement dans l’aménagement du territoire. 
Quatre ZNIEFF de type 1 sont recensées sur la commune :
- les « corniches de Gluges » (15 ha), couvrant 2 communes du département[17] ;
- les « coteaux de Creysse » (250 ha), couvrant 2 communes du département[18] ;
- « la Dordogne quercynoise » (2 081 ha), couvrant 24 communes dont deux en Corrèze, deux en Dordogne et vingt dans le Lot[19], qui comprend de nombreuses espèces déterminantes (soixante-six  animales et cinquante végétales) ;
- le « ruisseau du Cacrey » (27 ha)[20] ;

et une ZNIEFF de type 2, : 
la « vallée de la Dordogne quercynoise » (8 758 ha), couvrant 28 communes : deux en Corrèze, deux en Dordogne et vingt-quatre dans le Lot.

Carte des ZNIEFF de type 1 et 2 à Creysse.
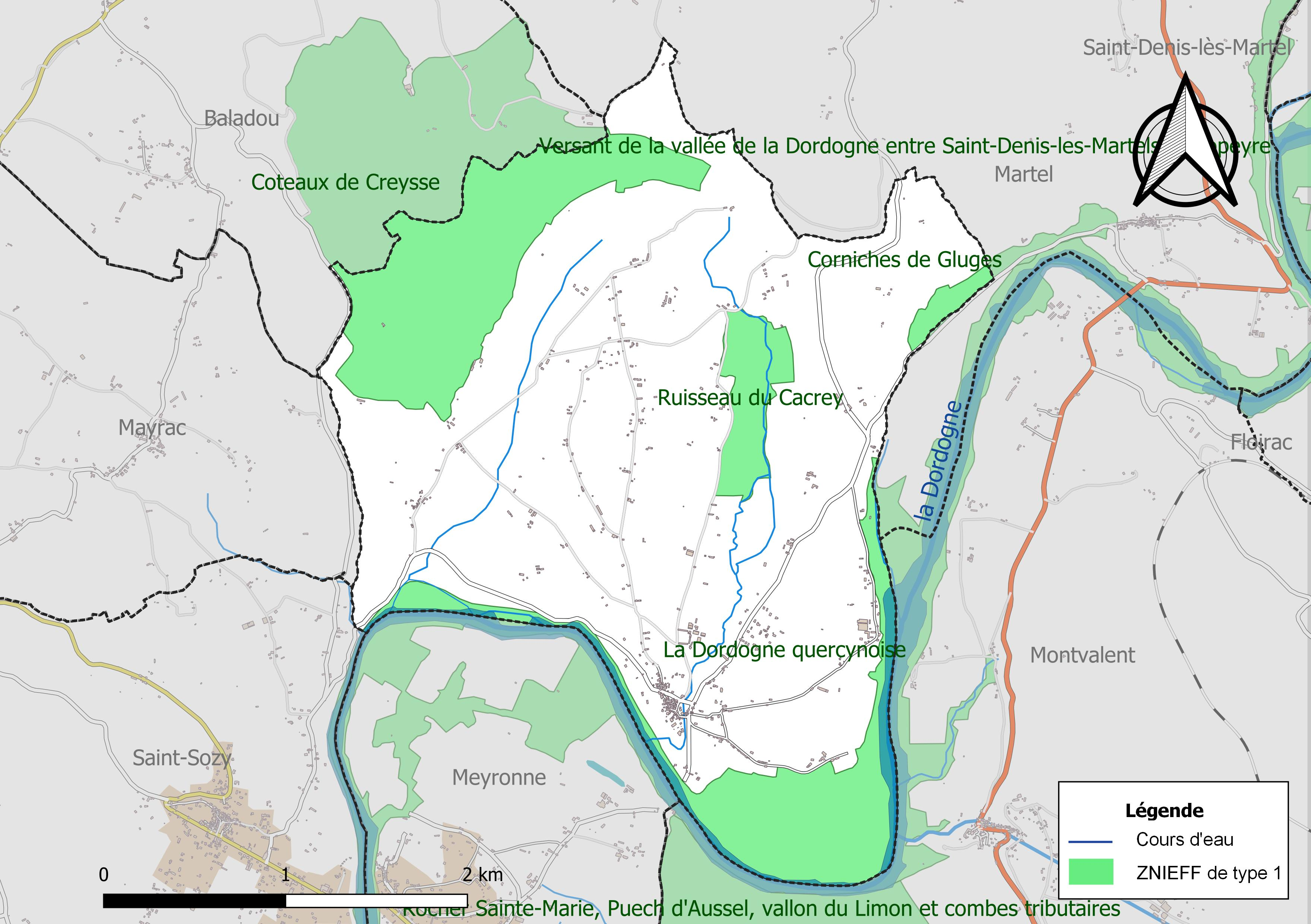
Carte des ZNIEFF de type 1 sur la commune.
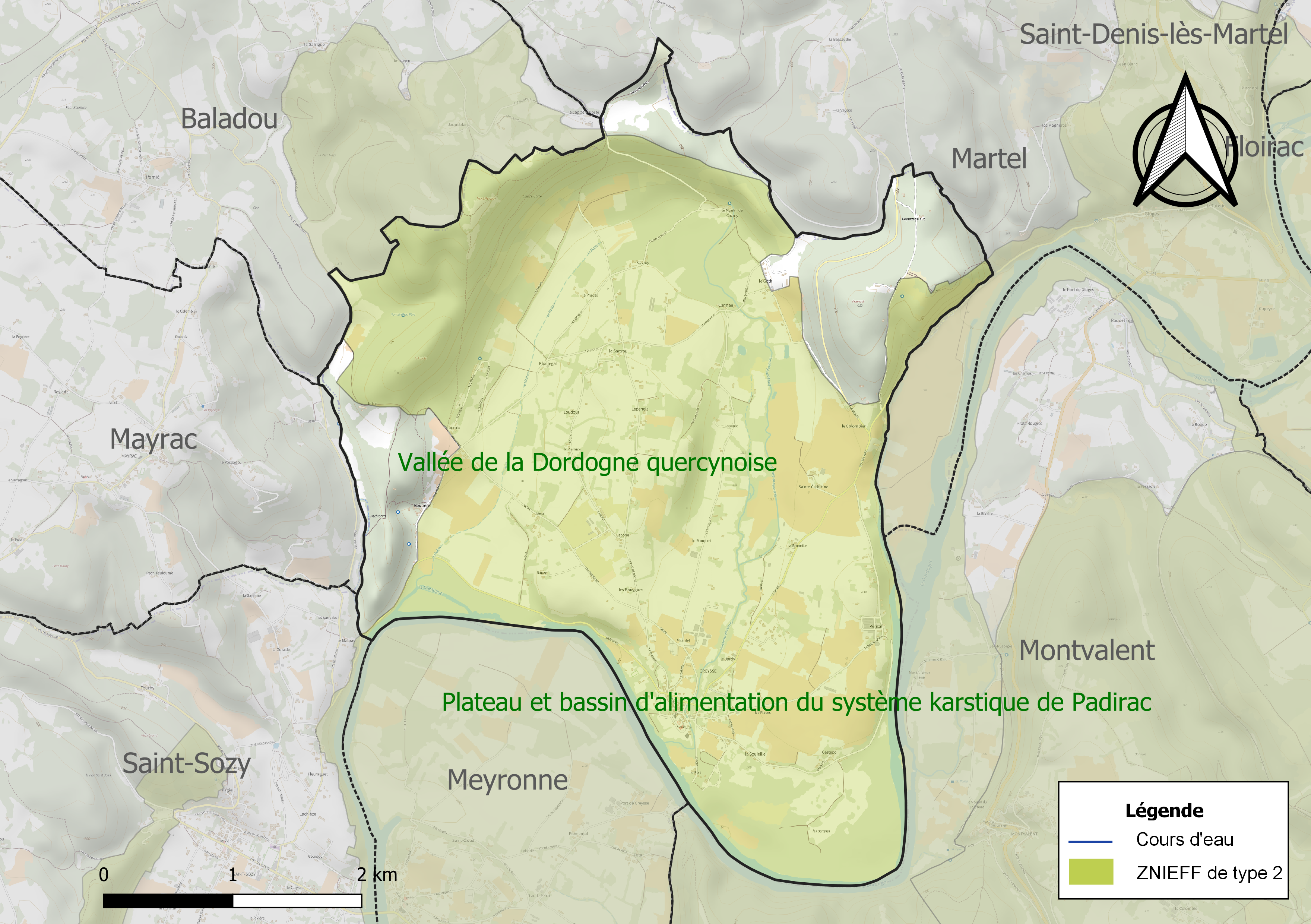
Carte de la ZNIEFF de type 2 sur la commune.

## Urbanisme

### Typologie
Au 1er janvier 2024, Creysse est catégorisée commune rurale à habitat dispersé, selon la nouvelle grille communale de densité à sept niveaux définie par l'Insee en 2022.
Elle est située hors unité urbaine et hors attraction des villes,.

### Occupation des sols
L'occupation des sols de la commune, telle qu'elle ressort de la base de données européenne d’occupation biophysique des sols Corine Land Cover (CLC), est marquée par l'importance des territoires agricoles (57,3 % en 2018), en diminution par rapport à 1990 (61,8 %). La répartition détaillée en 2018 est la suivante : 
forêts (34,1 %), zones agricoles hétérogènes (22,5 %), terres arables (21,6 %), cultures permanentes (9 %), zones urbanisées (4,3 %), prairies (4,2 %), eaux continentales (4,2 %). L'évolution de l’occupation des sols de la commune et de ses infrastructures peut être observée sur les différentes représentations cartographiques du territoire : la carte de Cassini (XVIIIe siècle), la carte d'état-major (1820-1866) et les cartes ou photos aériennes de l'IGN pour la période actuelle (1950 à aujourd'hui).

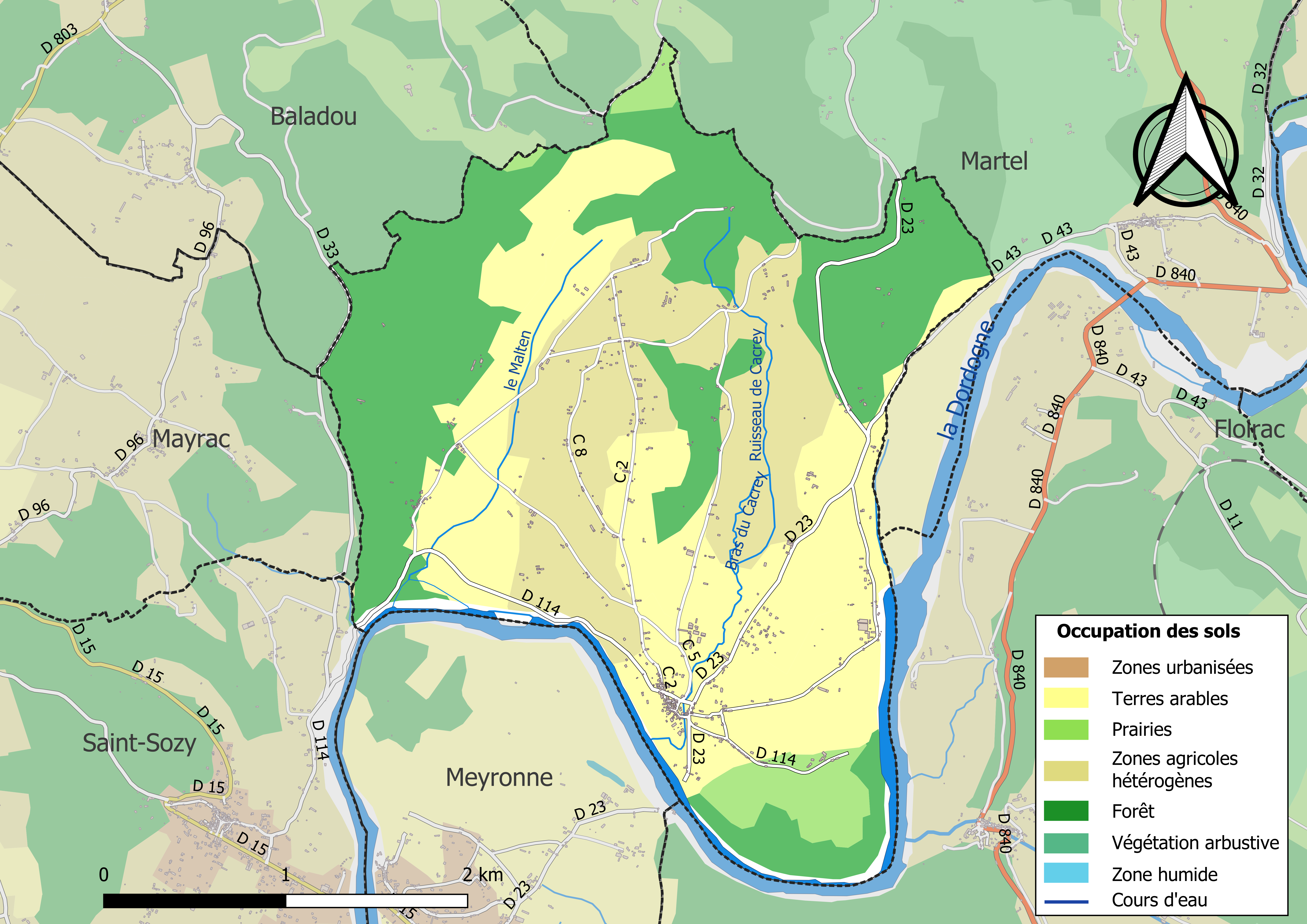
Carte des infrastructures et de l'occupation des sols de la commune en 2018 (CLC).

### Risques majeurs
Le territoire de la commune de Creysse est vulnérable à différents aléas naturels : météorologiques (tempête, orage, neige, grand froid, canicule ou sécheresse), inondations, feux de forêts, mouvements de terrains et séisme (sismicité très faible). Il est également exposé à un risque technologique, la rupture d'un barrage. Un site publié par le BRGM permet d'évaluer simplement et rapidement les risques d'un bien localisé soit par son adresse soit par le numéro de sa parcelle.

#### Risques naturels
Certaines parties du territoire communal sont susceptibles d’être affectées par le risque d’inondation par débordement de cours d'eau, notamment la Dordogne et La cartographie des zones inondables en ex-Midi-Pyrénées réalisée dans le cadre du XIe Contrat de plan État-région, visant à informer les citoyens et les décideurs sur le risque d’inondation, est accessible sur le site de la DREAL Occitanie. La commune a été reconnue en état de catastrophe naturelle au titre des dommages causés par les inondations et coulées de boue survenues en 1982, 1989, 1992, 1993 et 1999,.
Creysse est exposée au risque de feu de forêt. Un plan départemental de protection des forêts contre les incendies a été approuvé par arrêté préfectoral le 30 novembre 2015 pour la période 2015-2025. Les propriétaires doivent ainsi couper les broussailles, les arbustes et les branches basses sur une profondeur de 50 mètres, aux abords des constructions, chantiers, travaux et installations de toute nature, situées à moins de 200 mètres de terrains en nature
de bois, forêts, plantations, reboisements, landes ou friches. Le brûlage des déchets issus de l’entretien des parcs et jardins des ménages et des collectivités est interdit. L’écobuage est également interdit, ainsi que les feux de type méchouis et barbecues, à l’exception de ceux prévus dans des installations fixes (non situées sous couvert d'arbres) constituant une dépendance d'habitation.

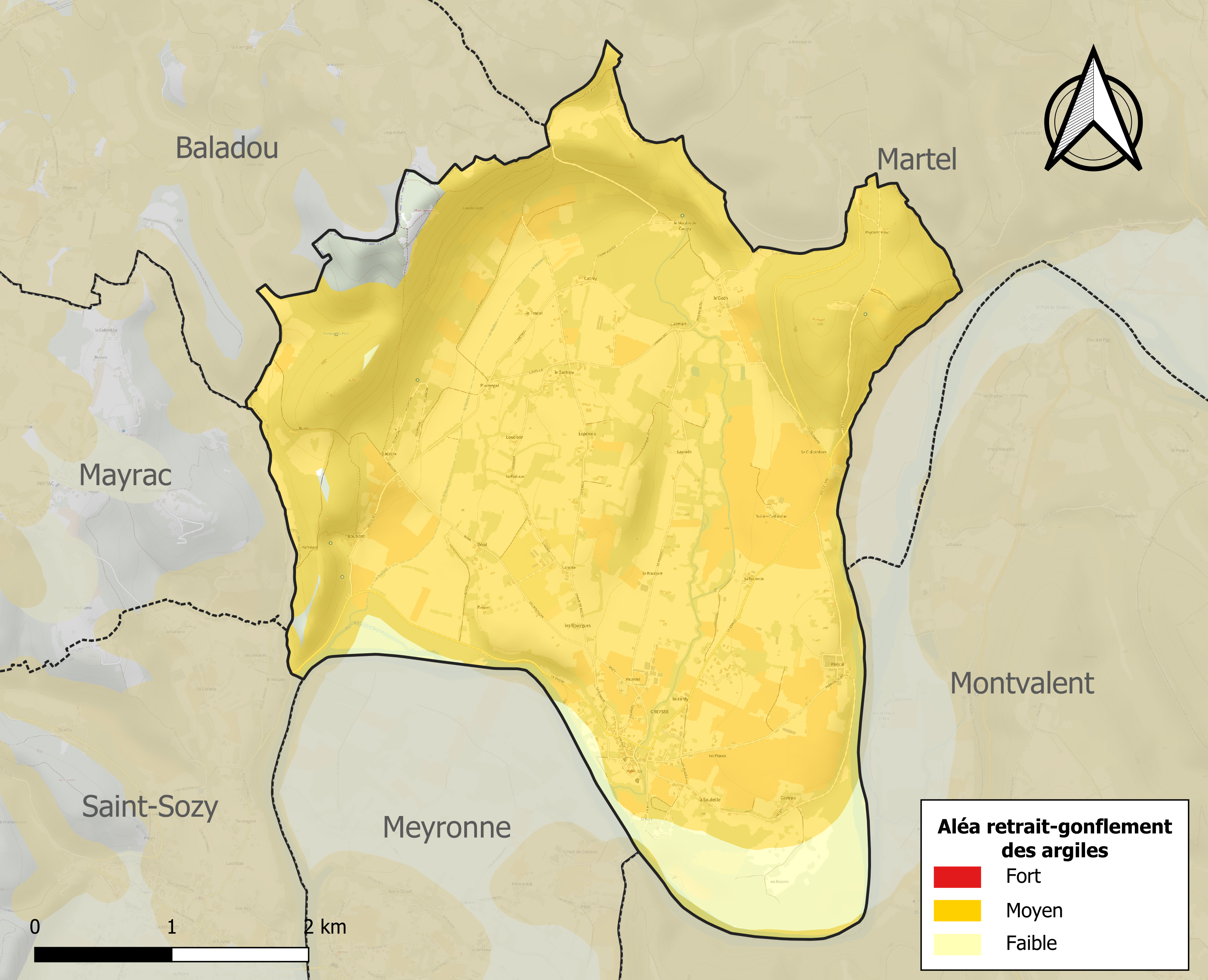
Carte des zones d'aléa retrait-gonflement des sols argileux de Creysse.

Les mouvements de terrains susceptibles de se produire sur la commune sont des affaissements et effondrements liés aux cavités souterraines (hors mines), des éboulements, chutes de pierres et de blocs et des tassements différentiels. Par ailleurs, afin de mieux appréhender le risque d’affaissement de terrain, l'inventaire national des cavités souterraines permet de localiser celles situées sur la commune.
Le retrait-gonflement des sols argileux est susceptible d'engendrer des dommages importants aux bâtiments en cas d’alternance de périodes de sécheresse et de pluie. 91,4 % de la superficie communale est en aléa moyen ou fort (67,7 % au niveau départemental et 48,5 % au niveau national). Sur les 268 bâtiments dénombrés sur la commune en 2019, 263 sont en aléa moyen ou fort, soit 98 %, à comparer aux 72 % au niveau départemental et 54 % au niveau national. Une cartographie de l'exposition du territoire national au retrait gonflement des sols argileux est disponible sur le site du BRGM,.
Par ailleurs, afin de mieux appréhender le risque d’affaissement de terrain, l'inventaire national des cavités souterraines permet de localiser celles situées sur la commune.
Concernant les mouvements de terrains, la commune a été reconnue en état de catastrophe naturelle au titre des dommages causés par la sécheresse en 1989 et par des mouvements de terrain en 1999.

#### Risques technologiques
La commune est en outre située en aval des barrages de Saint-Étienne-Cantalès et de Bort-les-Orgues, des ouvrages de classe A disposant d'une retenue de respectivement 133 millions et 477 millions de mètres cubes. À ce titre, elle est susceptible d'être touchée par l'onde de submersion consécutive à la rupture d'un de ces ouvrages.

## Toponymie
Le toponyme Creysse est basé sur l'anthroponyme gallo-romain Crescius. L'occitan Crèissa pourrait venir de la disparition du mot villa. Ce toponyme aurait signifié : le domaine de Crescius[réf. à confirmer].
C'est le ruisseau qui donne son nom à la commune. Le Cacrey qui veut dire ruisseau qui sort du rocher, du latin Crescere qui donne en langue romaine, Croaxia, Croixe, Croyssa. En langue occitan lo ribièra creiss pour la rivière croît[réf. à confirmer].

## Histoire

### Préhistoire
La grotte-abri de Peyrazet, qui domine la rivière Dordogne d'environ 20 m, est à 127 m d'altitude sur la face sud-est du mont Peyrazet, dans le coin nord-est de la commune. Elle a livré du matériel daté du Magdalénien supérieur, de l'Azilien et du Laborien. Une datation sur os de cerf donne une occupation vers 11 500-11 000 cal. AP. L'abri ne se visite pas.

### Moyen Âge
Creysse faisait partie de la vicomté de Brassac (Montvalent). Vendu par Guillaume ou Raymond de Brassac les derniers vicomtes entre 1174 et 1183 au vicomte de Turenne (Raymond II de Turenne (1143-1191)) de la vicomté de Turenne.
Située sur le chemin royal du pèlerinage pour Rocamadour, les voyageurs et pèlerins traversaient la Dordogne sur des bacs ou des naus au port de Creysse.
Ainsi ont traversé la Dordogne à Creysse, Montvalent :
- le 30 avril 1244, le roi Louis IX (Saint Louis), sa mère Blanche de Castille et ses trois frères, Charles d'Anjou, Alphonse de Poitiers et Robert d'Artois ;
- en décembre 1303, Philippe IV le Bel, roi capétien qui abolit l'ordre du Temple et hérita de leurs biens ;
- en janvier 1324, Charles IV le Bel, fils du précédent, accompagné de sa femme Marie de Luxembourg ;
- en 1404, le chef batelier avait 10 aides sous ses ordres et pendant la semaine sainte, il fit passer la Dordogne à 4 000 pèlerins ; c'est dire l'importance du port et son péage ;
- en juin 1463, Louis XI qui venait de Toulouse après le Grand incendie de Toulouse du 7 mai 1463 ;
- enfin en 1585, le duc de Mayenne et son armée.

### Époque contemporaine
Auparavant, les communes de Creysse et Baladou ne faisaient qu'une. La commune de Baladou sera créée par ordonnance no 2565 de Louis-Philippe roi des français le 14 juin 1841.

### Héraldique
| Blason de Creysse | Blason  | Écu de gueules à trois cors de chasse (ou "huchets") d'argent virolés,posés en pal.                                                              |
| Blason de Creysse | Détails | Il s'agissait originellement des armoiries de Pierre de Cornil, le premier seigneur de Creysse. Le statut officiel du blason reste à déterminer. |

## Démographie
| 1793  | 1800 | 1806  | 1821  | 1831  | 1836  | 1841 | 1846 | 1851 |
| ----- | ---- | ----- | ----- | ----- | ----- | ---- | ---- | ---- |
| 1 384 | 964  | 1 051 | 1 410 | 1 364 | 1 410 | 802  | 867  | 915  |

| 1856 | 1861 | 1866 | 1872 | 1876 | 1881 | 1886 | 1891 | 1896 |
| ---- | ---- | ---- | ---- | ---- | ---- | ---- | ---- | ---- |
| 861  | 813  | 797  | 776  | 770  | 742  | 729  | 726  | 714  |

| 1901 | 1906 | 1911 | 1921 | 1926 | 1931 | 1936 | 1946 | 1954 |
| ---- | ---- | ---- | ---- | ---- | ---- | ---- | ---- | ---- |
| 639  | 630  | 573  | 521  | 470  | 441  | 420  | 382  | 359  |

| 1962 | 1968 | 1975 | 1982 | 1990 | 1999 | 2006 | 2008 | 2013 |
| ---- | ---- | ---- | ---- | ---- | ---- | ---- | ---- | ---- |
| 304  | 264  | 234  | 248  | 227  | 257  | 287  | 296  | 294  |

| 2018 | 2022 | - | - | - | - | - | - | - |
| ---- | ---- | - | - | - | - | - | - | - |
| 314  | 311  | - | - | - | - | - | - | - |

## Économie

### Revenus
En 2018, la commune compte 142 ménages fiscaux, regroupant 270 personnes. La médiane du revenu disponible par unité de consommation est de 21 210 € (20 740 € dans le département).

### Emploi
|                | 2008  | 2013   | 2018   |
| -------------- | ----- | ------ | ------ |
| Commune        | 6,5 % | 12,8 % | 13,6 % |
| Département    | 7,3 % | 8,9 %  | 9,6 %  |
| France entière | 8,3 % | 10 %   | 10 %   |

En 2018, la population âgée de 15 à 64 ans s'élève à 177 personnes, parmi lesquelles on compte 75,7 % d'actifs (62,1 % ayant un emploi et 13,6 % de chômeurs) et 24,3 % d'inactifs,. En  2018, le taux de chômage communal (au sens du recensement) des 15-64 ans est supérieur à celui du département et de la France, alors qu'en 2008 la situation était inverse.
La commune est hors attraction des villes,. Elle compte 61 emplois en 2018, contre 89 en 2013 et 73 en 2008. Le nombre d'actifs ayant un emploi résidant dans la commune est de 112, soit un indicateur de concentration d'emploi de 54,5 % et un taux d'activité parmi les 15 ans ou plus de 49,1 %.
Sur ces 112 actifs de 15 ans ou plus ayant un emploi, 40 travaillent dans la commune, soit 36 % des habitants. Pour se rendre au travail, 78,6 % des habitants utilisent un véhicule personnel ou de fonction à quatre roues, 1,8 % les transports en commun, 7,2 % s'y rendent en deux-roues, à vélo ou à pied et 12,5 % n'ont pas besoin de transport (travail au domicile).

### Activités hors agriculture

#### Secteurs d'activités
19 établissements sont implantés  à Creysse au 31 décembre 2019.
Le secteur du commerce de gros et de détail, des transports, de l'hébergement et de la restauration est prépondérant sur la commune puisqu'il représente 47,4 % du nombre total d'établissements de la commune (9 sur les 19 entreprises implantées  à Creysse), contre 29,9 % au niveau départemental.

### Agriculture
Station expérimentale de Creysse (noix et noyer).
La commune est dans la vallée de la Dordogne », une petite région agricole occupant du petite partie (7 communes) du nord du territoire du département du Lot. En 2020, l'orientation technico-économique de l'agriculture  sur la commune est la polyculture et/ou le polyélevage. 
|               | 1988 | 2000 | 2010 | 2020 |
| ------------- | ---- | ---- | ---- | ---- |
| Exploitations | 30   | 24   | 18   | 10   |
| SAU (ha)      | 385  | 288  | 296  | 271  |

Le nombre d'exploitations agricoles en activité et ayant leur siège dans la commune est passé de 30 lors du recensement agricole de 1988  à 24 en 2000 puis à 18 en 2010 et enfin à 10 en 2020, soit une baisse de 67 % en 32 ans. Le même mouvement est observé à l'échelle du département qui a perdu pendant cette période 60 % de ses exploitations,. La surface agricole utilisée sur la commune a également diminué, passant de 385 ha en 1988 à 271 ha en 2020. Parallèlement la surface agricole utilisée moyenne par exploitation a augmenté, passant de 13 à 27 ha.

## Culture locale et patrimoine

### Lieux et monuments
Creysse possède une église du XIIe siècle unique en France du fait de ses deux absides jumelées. Cette disposition rarissime en Europe ne se retrouve qu'en Corse dans la chapelle de Santa Maria (commune de Rogliano, Haute-Corse) et dans quelques églises à Chypre comme l'église orthodoxe de Panayia Angeloktisti dans le village de Kiti.

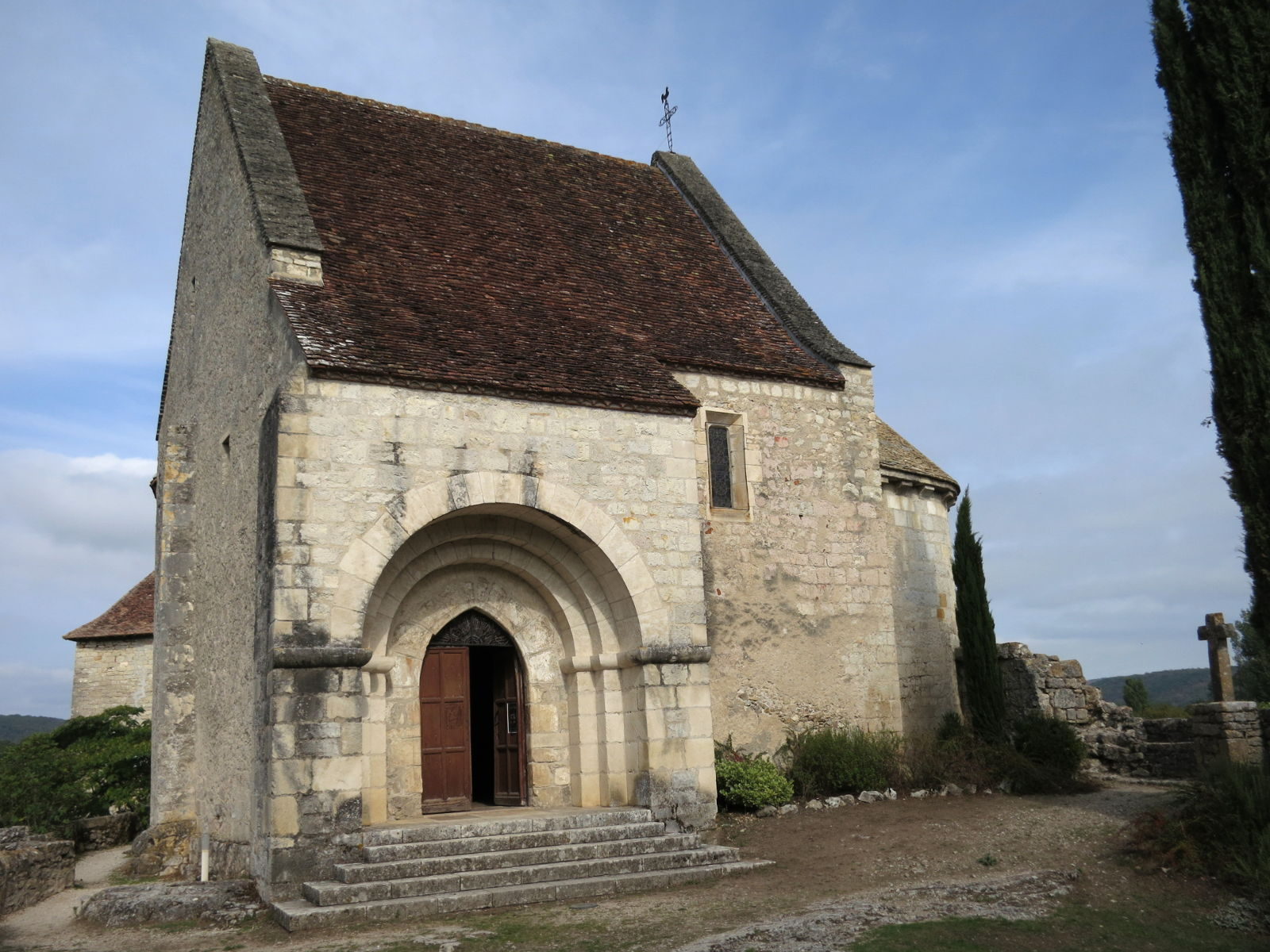
Vue de l'église Saint-Germain.

- L'église Saint-Germain de Creysse est l'ancienne chapelle du château vieux. Des vitraux modernes versent, sous les voûtes sombres, une douce lumière. Ils sont l'œuvre de l'artiste Georges-Émile Lebacq, le même qui a refait les peintures historiées de Rocamadour. L'église a été classée Monument historique par arrêté du 5 janvier 1949[36],[50]. Pour y accéder on emprunte, de la halle, le Croustalou (chemin pédestre fait de galet et taillé dans la roche calcaire sur sa partie haute). Plusieurs objets sont référencés dans la base Palissy[51].
- Les peintures murales de l'église Saint-Germain de Creysse sont classées au titre immeuble aux monuments historiques du 5 janvier 1949. Une mise au tombeau et la litre funéraire : un soldat porte une salade sans visière, caractéristique de l'équipement du fantassin au XVe siècle[52],[53].
- Le château vieux.
- Le château neuf du XVIIIe siècle (mairie - école).
- La tour de Guet ou de Cosnac (Guillaume de Cosnac).
- La maison de Justice.
- Sa halle du XVIe siècle qui a conservé l'une des deux tables de découpe en pierre recouverte d'une pierre de Collonges-la-Rouge au pied du Cacrey.

Creysse est traversée par le ruisseau le Cacrey qui prend sa source par une résurgence qui est un confluent de la Dordogne, il traverse trois moulins à eau. -1er) le moulin de Cacrey moulin fortifié, attesté au XIVe siècle et Monument historique inscrit leu 10 juin 1996. -2e) le moulin du Goth. -3e) moulin du village.
- Le mont Mercou d'une altitude de 316 mètres (qui a pu être un lieu de culte consacré au dieu Mercure) : belle vue sur les monts du Cantal par temps clair.
- Grotte-abri de Peyrazet (ne se visite pas).

### Personnalités liées à la commune
- Raymond de Cornil, évêque de Cahors de 1280 à 1293, né et baptisé à Creysse ; son tombeau (gisant) se trouve dans la cathédrale Saint-Étienne de Cahors[56].
- Cyprien-Antoine Calmon, peintre et sculpteur né à Creysse en 1837 et mort à Cahors en 1901.
- Nancy Cunard (1896 - 1965), héritière de la compagnie Cunard Line, militante politique, écrivaine et éditrice, qui vécut un hiver au début des années 1930 dans la rue du Barry de Creysse avec Henry Crowder, musicien de jazz afro-américain. Elle vécut aussi à Souillac et Pinsac, proches de Creysse.
- Robert Bourdier (1935-2013) mort à Creysse, historien local de Creysse auteur de la monographie « Creysse, son site, son histoire, son château et son église » et correspondant du journal La Dépêche du Midi[57].